# Sumba (Indonesien)
Sumba ist eine 11.150 km² große Insel der Kleinen Sundainseln und gehört zu der indonesischen Provinz Ost-Nusa Tenggara.

## Geographie

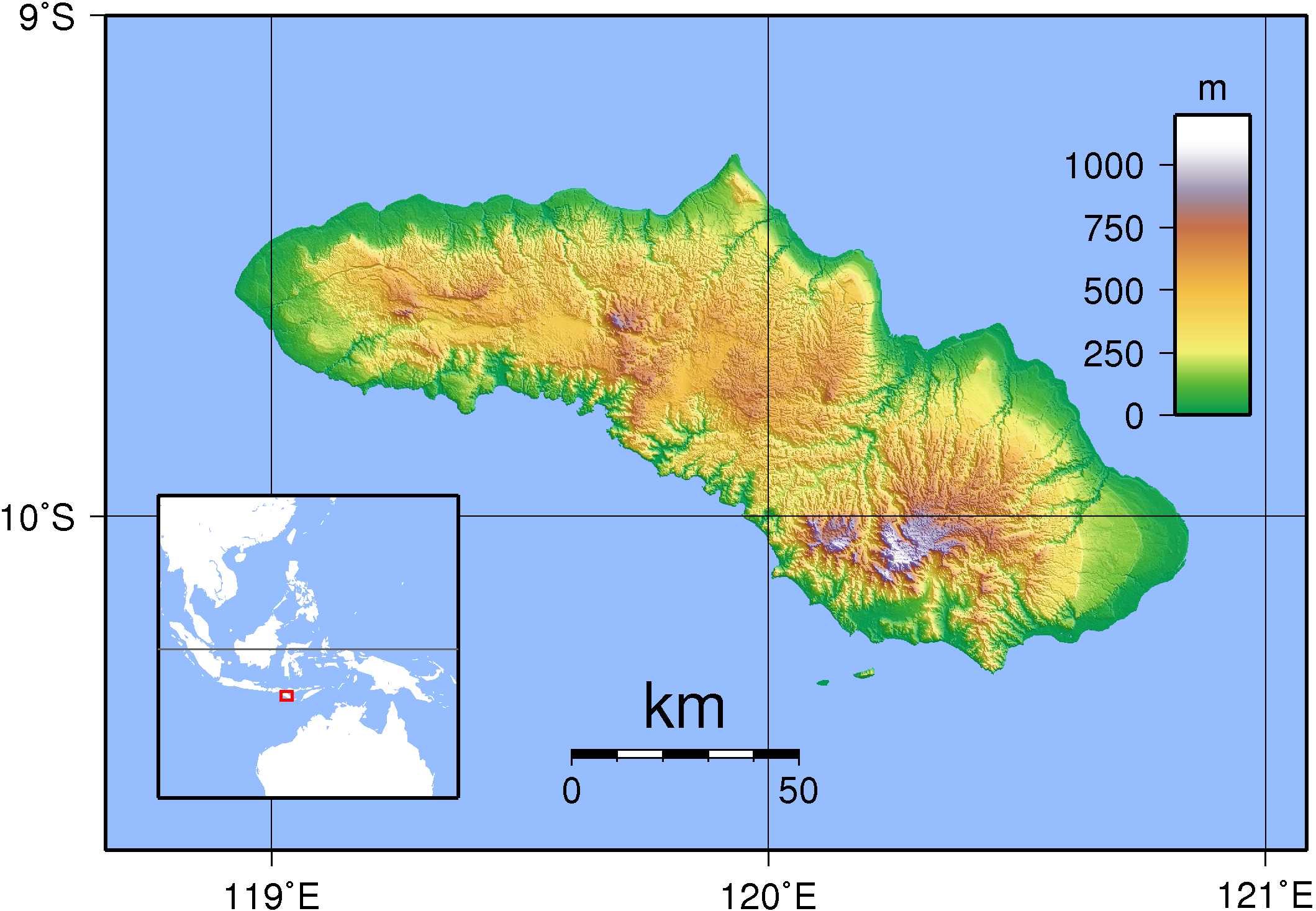
Topographie Sumbas

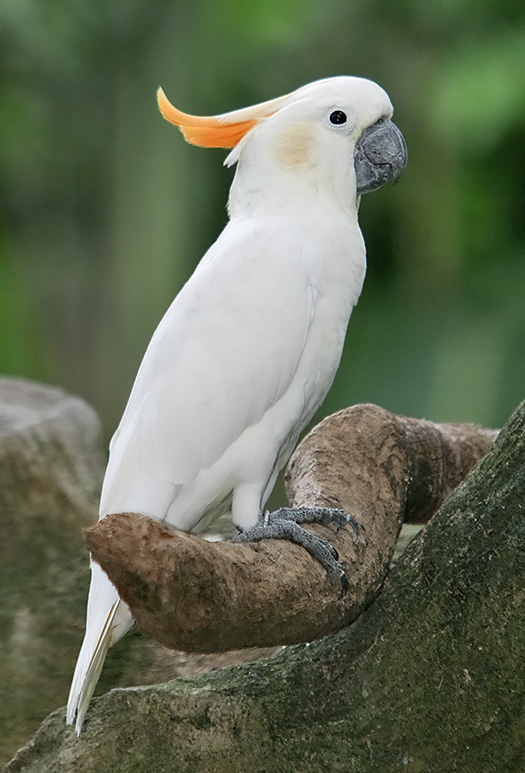
Orangehaubenkakadu

Im Norden, jenseits der zur Sawusee gehörenden Sumbastraße, befinden sich die Inseln Sumbawa, Komodo und Flores, im Osten Sawu und Timor und im Süden dehnt sich der Indische Ozean aus. Südlich liegen vor der Küste Sumbas die drei kleinen Inseln Halura, Koatak und Mangkudu.
Die Insel wird in West-Ost-Richtung durch eine etwa 150 km lange und bis zu 40 km breite Region mit Bergen durchzogen, die das Klima in zwei Gebiete unterteilt. In der Südwesthälfte fällt mit bis zu 1600 mm pro Jahr mehr Regen, als im trockeneren Nordosten, wo zum Teil unter 600 mm Niederschläge pro Jahr gemessen werden.
Die Inselhauptstadt ist Waingapu. Sumba teilt sich seit 2007 in vier Regierungsbezirke (Kabupaten): Ostsumba mit dem Verwaltungssitz Waingapu, Zentralsumba mit Waibakul, Westsumba mit Waikabubak und Südwestsumba mit dem Hauptort Tambolaka.
Regelmäßiges Abbrennen der Flächen hat zur Verarmung der Böden und der Vegetation in weiten Teilen Sumbas geführt. Vielfach ist nur noch eine savannenartige Landschaft auf erodierten Karstflächen übrig geblieben. Weniger als zehn Prozent der Fläche Sumbas sind noch bewaldet.
Der Orangehaubenkakadu kommt nur auf Sumba vor. Daneben gibt es mehrere weitere Vogelarten, die auf Sumba endemisch sind. Dazu gehören zum Beispiel der Sumbakauz (Ninox rudolfi), der Graugesicht-Sumbakauz (Ninox sumbaensis), das Sumbalaufhühnchen (Turnix everetti) und der Sumbahornvogel (Aceros everetti).

## Bevölkerung

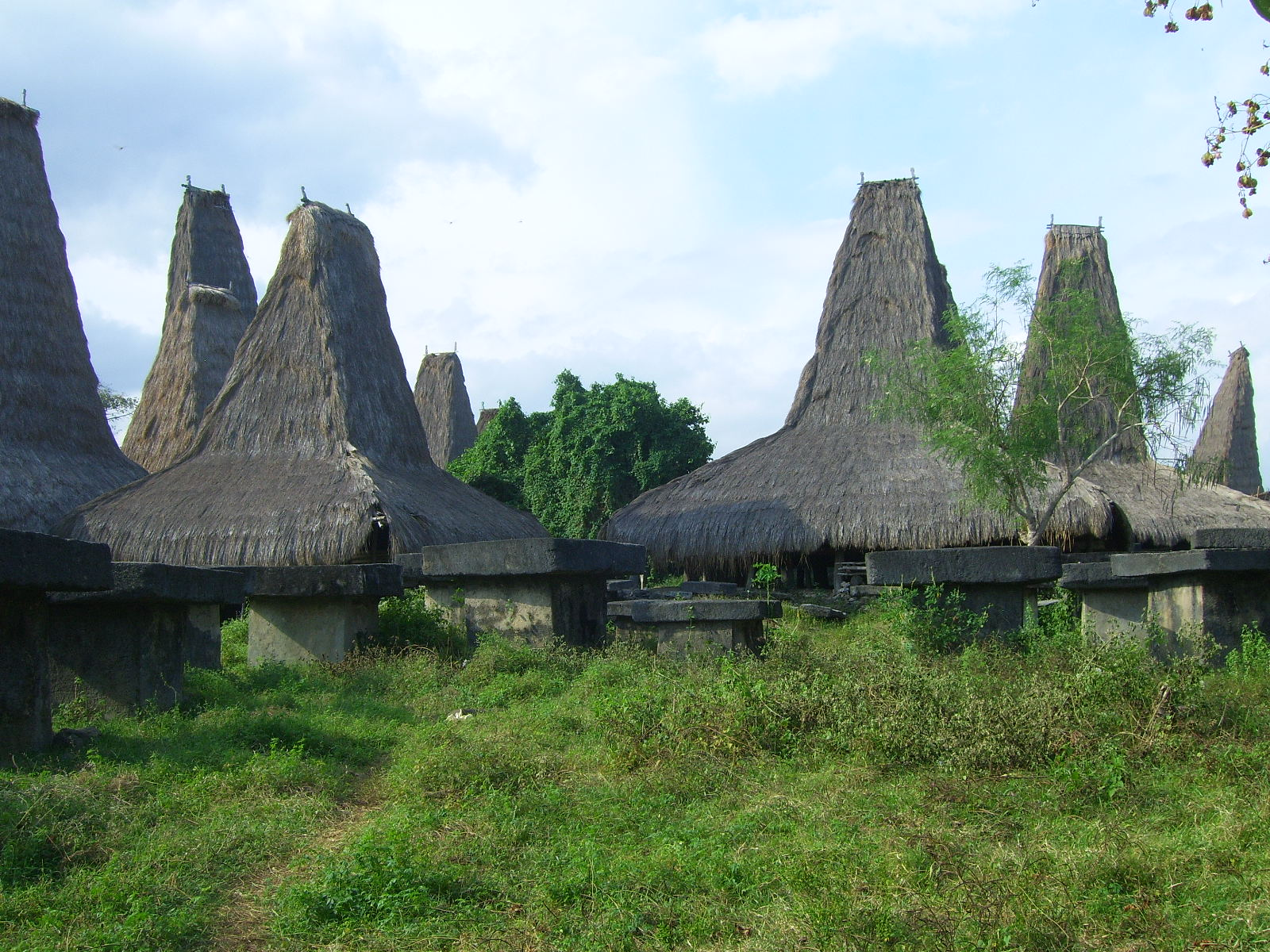
Traditionelle Häuser neben Bondokodi in Westsumba

Sumba hat 685.186 Einwohner (Stand 2010). Die Bevölkerung besteht aus einer Mischung von Austronesiern und Melanesiern, die mehrere verwandte austronesische Sprachen sprechen. Die größte Sprache ist das ostsumbanesische Kambera. Weitere Sprachen sind Mamboru, Anakalangu, Wanukaka, Ponduk, Baliledu, Wejewa, Lamboya, Kodi und Gaura.
1866 wurde die erste christliche Mission von Jesuiten in Laura im Westen Sumbas gegründet. Die ersten protestantischen Missionare folgten 1881 in Melolo im Osten der Insel. Um Rivalitäten zwischen den Konfessionen zu vermeiden, legte die niederländische Kolonialregierung 1913 im Flores-Sumba-Vertrag fest, dass die Jesuiten auf Flores missionieren durften, die Protestanten auf Sumba. Heute sind 65 % der Einwohner zumindest nach außen hin Christen. Die Mehrheit der Einwohner sind Calvinisten, nur eine Minderheit bekennt sich zum römisch-katholischen Glauben. Weitere 25–30 % praktizieren die traditionelle Marapu-Religion. Die Angehörigen der muslimischen Minderheit sind vor allem buginesischer Herkunft. Sie leben an der Küste und in den großen Siedlungen, vor allem in Waingapu und in Waikabubak.
Die Lebensweise der Bewohner Sumbas ist von traditionellen Riten geprägt. Die Ahnenverehrung hat für die Sumbanesen große Bedeutung. Das rituelle Schlachten von Tieren zu Hochzeiten, Beerdigungen und anderen kulturellen Anlässen ist fester Bestandteil des Lebens. Jeden Februar findet das Pasola-Fest statt, eines der bekanntesten traditionellen Feste Indonesiens und die größte Touristenattraktion der Insel. Auch heute noch gibt es ausgeprägte soziale Schichten (Kasten) in der Bevölkerung mit feudalistisch anmutenden Strukturen, wobei dies im Westen der Insel weniger stark ausgeprägt ist.
Auffällig sind Megalithgräber und die Architektur der alten Clansiedlungen.

## Geschichte
Sumba teilte sich in mehrere kleine Reiche, jeweils mit einem Raja als Herrscher. Kopfjagd und Sklavenhandel waren im Konflikt zwischen diesen Reichen üblich. Köpfe erschlagener Feinde wurden auf Schädelbäumen (Andung) in der Mitte des Dorfes ausgestellt. Die Dörfer wurden zur Verteidigung oft auf Hügeln errichtet, umgeben von Steinmauern. Möglicherweise waren einige der Rajas ab dem 14. Jahrhundert Vasallen des Reichs von Majapahit, das sich von Java her ausdehnte und Ende des 15. Jahrhunderts wieder zerfiel, später folgten die Bima von Sumbawa und die Gowa von Sulawesi. Gehandelt wurde mit Sandelholz, dessen Bestände heute aber bedeutungslos sind. Daher rührte im 16. und 17. Jahrhundert der Name Sumbas: „Sandelholzinsel“. Daneben wurden Textilien und Lebensmittel an arabische und chinesische Händler verkauft, später an Europäer. Die Sumbanesen erhielten dafür Stoffe, Porzellan, Gold und Metallwerkzeug. Die Araber brachten Pferde nach Sumba.
1522 erreichten die Portugiesen als erste Europäer die Insel, die Niederländer und Briten folgten kurz darauf. 1845 schlossen die Niederländer Verträge mit mehreren sumbanesischen Herrschern, in denen die niederländische Oberhoheit anerkannt wurde. Ab 1866 gehörte die Insel zu Niederländisch-Indien, eine wirkliche koloniale Kontrolle konnte aber erst im 20. Jahrhundert aufgebaut werden. Nach dem Zweiten Weltkrieg wurde Sumba Teil des unabhängigen Indonesiens. Aufgrund der Zersplitterung in verschiedene Reiche und Clans, gab es bis 1990 immer wieder kriegerische Auseinandersetzungen innerhalb der Bevölkerung Sumbas. Noch heute kommt es aufgrund dieser Rivalitäten zwischen den Clans in manchen Teilen der Insel zu gegenseitigen Viehdiebstählen sowie zu Selbstjustiz.

## Wirtschaft und Infrastruktur
Im Südwesten eignet sich das Land für den Reisanbau. Daneben wird für den Weiterverkauf Cashew angepflanzt. Im sehr trockenen Nordosten werden vor allem für den Eigenbedarf Mais und Erdnüsse angebaut sowie Weidewirtschaft für den Binnenexport betrieben. Gezüchtet werden vor allem Rinder und Pferde. Traditionell werden mit der Ikat-Webtechnik Stoffe hergestellt.
Es existieren zwei Flughäfen: Waingapu in Ostsumba und Tambolaka in Nordwestsumba. Viermal pro Woche bestehen Verbindungen nach Denpasar auf Bali und Kupang auf Timor. Der Seetransport läuft über die Hafenstädte Waingapu und Waikelo. Die Landverbindung zwischen den wichtigsten Siedlungen (die zentrale West-Ost-Achse) funktioniert durch eine vergleichsweise gut ausgebaute asphaltierte Landstraße. Der Rest der Insel, vor allem die Nord- und Südküste sind infrastrukturell schwach erschlossen. Weite Teile der Bevölkerung Sumbas haben unzureichenden Zugang zu Trinkwasser und medizinischer Versorgung.